# غوري (صاروخ)
صاروخ غوري (بالأردية:غوری-ا ) ويطلق عليه أحيانًا حتف-5 وهو صاروخ بالستي أرض-أرض متوسط المدى، من إنتاج باكستان ويتبع لقيادة القوات الاستراتيجية للجيش الباكستاني واشترت المملكة العربية السعودية عددًا منه وبنسخ مختلفة. وتصميم هذا الصاروخ مقتبس من الصاروخ الكوري الشمالي رودنغ-1

## التاريخ

### الاسم ودلالته
اسم غوري مقتبس من اسم شهاب الدين غوري قائد القبائل الغورية ومؤسس الدولة الغورية التي كانت عاصمتها غزنة في أفغانستان،وقام بغزو الهند وانتصر عليهم في معركة سهل جندوار سنة 591هـ/1195م ،وتم اختيار الاسم لمعان تاريخية تتمثل في تذكير الهند أنها كانت يومًا تحت سلطة مسلمة.

### التصميم والتطوير والإنشاء
وفقًا لتقرير للمخابرات الأمريكية في عام 1999م، فإن غوري-1،يشابه من ناحية التصميم صاروخ رودونغ -1 الكوري الشمالي، وأشار اتحاد العلماء الأمريكيين، أن الرأس الحربي غوري-1 تصل دقته إلى 190 م خطأ دائري محتمل، بينما تشكك مصادر أخرى في دقة هذه المعلومة وترفع نسبة الخطأ إلى ما يقارب من 250 إلى 4000 م خطأ دائري محتمل.

## بداية التشغيل والاختبارات التجريبية للصاروخ

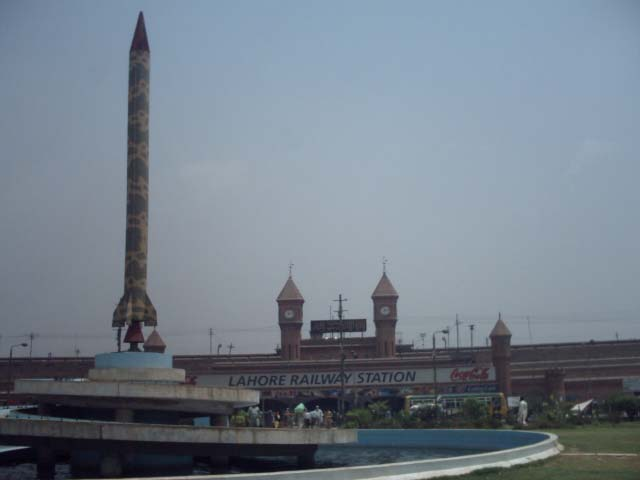
نموذج كامل من طراز غوري أمام محطة القطار في لاهور

- جربت باكستان في 6 أبريل 1997م صاروخ غوري-1 بمدى 1100 كم[2][3]
- صرح رئيس الوزراء الباكستاني نواز شريف بأن قدرة باكستان النووية أصبحت حقيقة لا غبار عليها.

## رد الهند
صنّعت الهند الصاروخ البالستي متوسط المدى أغني حيث يمكنه أن يصل إلى أعماق الأراضي الجنوبية الصينية فضلا عن جميع الأراضي الباكستانية. وقد ضغطت الولايات المتحدة على الهند عندما بدأت في تجارب الصاروخ أغني الأول سنة 1994 لكن تجارب باكستان سنة 1997 وإطلاقها للصاروخ غوري يوم 6 أبريل/ نيسان دفعت بالهند إلى اختبار الصاروخ أغني-2.

## إصدارات صاروخ غوري
| الاسم                       | غوري 1(حتف-5)                                    | غوري 2 (حتف-6)                                   | غوري 3 (حتف-8)                                       |
| الإصدار الأول               | 1995م                                            | 1999م                                            | 2004م                                                |
| الوقود                      | وقود سائل أحادي المرحلة                          | وقود سائل أحادي المرحلة                          | وقود سائل متعدد المراحل                              |
| الطول                       | 15,80–16,00 م                                    | 18,50–19,20 م                                    | غير معلن                                             |
| القطر                       | 1.320–1.350 م                                    | 1.320–1.350 م                                    | غير معلن                                             |
| الوزن                       | 15.092 كجم                                       | غير معروف                                        | غير معلن                                             |
| الحمولة                     | 550–1,158 كجم                                    | 900–1,158 كجم                                    | غير معلن                                             |
| الرأس الحربي                | قادر على حمل رأس نووي أو كيماوي أو قنابل عنقودية | قادر على حمل رأس نووي أو كيماوي أو قنابل عنقودية | قادر على حمل رأس نووي أو كيماوي أو قنابل عنقودية     |
| المدى                       | 1350–1600 كم                                     | 2300 كم                                          | فوق 3000 كم                                          |
| نظام التوجيه                | نظام الملاحة بالقصور الذاتي                      | نظام الملاحة بالقصور الذاتي                      | - نظام الملاحة بالقصور الذاتي - نظام التموضع العالمي |
| الخطأ الدائري المحتمل (CEP) | 250–4.000 م                                      | غير معروف                                        | غير معروف                                            |